# Big Momma's House
Big Momma's House is een Amerikaanse komediefilm uit 2000, met Martin Lawrence in de hoofdrol. De film werd geregisseerd door Raja Gosnell.
De film ging in première op 2 juni 2000, en het was verrassend genoeg een enorm succes. In het weekend dat de film in première ging, bracht de film bijna net zoveel op als Mission: Impossible II dat weekend. In totaal bracht de film meer dan 117 miljoen dollar op. In januari 2006 kwam het vervolg op de film uit, genaamd Big Momma's House 2. De soundtrack van de film, met artiesten als Jermaine Dupri, Bow Wow, Da Bratwerd en anderen werd ook bekend.
De film werd op locatie opgenomen in Californië.

## Verhaal
FBI-agent Malcolm Turner (Martin Lawrence) moet een beruchte bankovervaller oppakken. Waarschijnlijk zal de bankovervaller naar het huis van de grootmoeder van Sherry gaan, vandaar dat daar een aantal agenten klaar staan om hem in te rekenen. Wanneer de grootmoeder onverwacht op reis gaat, moet Turner de rol van grootmoeder overnemen. Dan wordt hij verliefd op Sherry, en loopt alles anders dan verwacht.

## Rolverdeling
| Acteur                 | Personage                     |
| ---------------------- | ----------------------------- |
| Martin Lawrence        | Malcolm Turner                |
| Nia Long               | Sherry Pierce                 |
| Jascha Washington      | Trent Pierce                  |
| Paul Giamatti          | Jonathan "John" Maxwell.      |
| Terrence Howard        | Lester Vesco                  |
| Anthony Anderson       | Nolan                         |
| Ella Mitchell          | Hattie Mae 'Big Momma' Pierce |
| Phyllis Applegate      | Sadie                         |
| Starletta DuPois       | Miss Patterson                |
| Jessie Mae Holmes      | Miss Other Patterson          |
| Tichina Arnold         | Ritha                         |
| Octavia Spencer        | Twila                         |
| Nicole Prescott        | Lena                          |
| Cedric the Entertainer | the Reverend.                 |
| Carl Wright            | Ben Rawley                    |
| Aldis Hodge            | teen playing basketball.      |